# Rüterberg

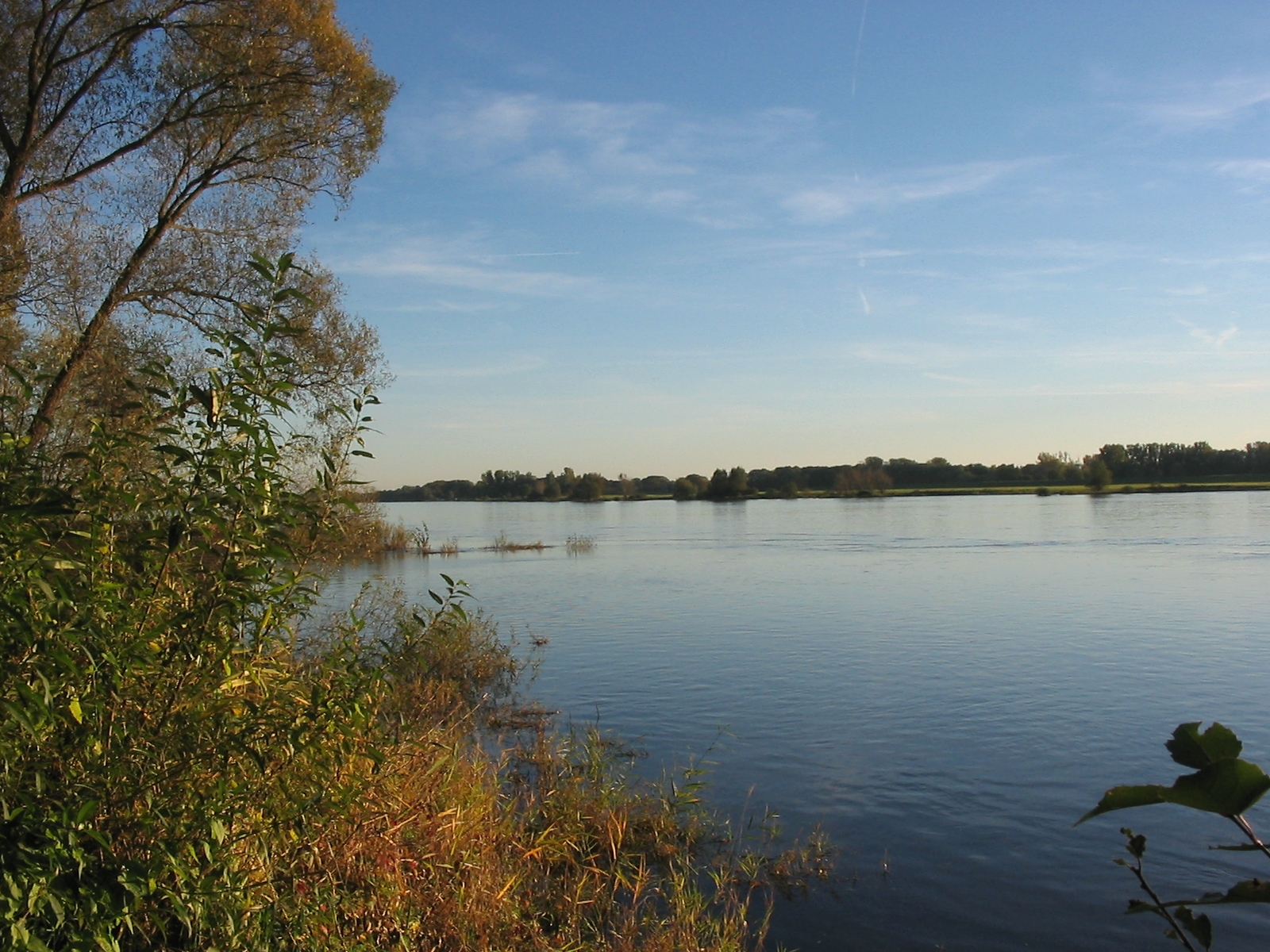
O rio Elba em Rüterberg

Rüterberg é um distrito da cidade de Dömitz em Mecklemburgo-Pomerânia Ocidental, na Alemanha. A fronteira interna alemã passa perto de Rüterberg.